# Ceromitia bipectinifera
Ceromitia bipectinifera là một loài bướm đêm thuộc họ Adelidae. Loài này có ở Nam Phi.